# Ранкачов (Дамбовица)
Ранкачов (рум. Râncăciov) насеље је у Румунији у округу Дамбовица у општини Драгомирешти. Oпштина се налази на надморској висини од 305 m.

## Становништво
Према подацима из 2002. године у насељу је живело 1918 становника, од којих су сви румунске националности.